# Дзамбони, Паоло
Па́оло Дзамбо́ни (род. 1957) — итальянский специалист в области сосудистой хирургии, профессор университета Феррары (Италия), который стал известным после его гипотезы о том, что рассеянный склероз имеет одной из причин проблемы в венозной системе головного мозга.

## Лечение рассеянного склероза
Дзамбони утверждал, что в ходе пилотного исследования у более чем 90 % больных, страдающих рассеянным склерозом нарушение кровотока в яремной и непарной венах, обусловленное их стенозом (сужением). Возникает повышенное давление в венозной системе головного и спинного мозга, гипоксия (кислородное голодание) и нарушение обменных процессов.
Одним из главных метаболических нарушений в тканях мозга является отложение в них железа, что, по мнению Паоло Дзамбони, и запускает аутоиммунный процесс, который приводит к поражению миелиновых оболочек нервов. Дзамбони назвал это состояние хронической цереброспинальной венозной недостаточностью (ХЦВН) (англ. Chronic cerebrospinal venous insufficiency, CCSVI).
Одной из причин того, что профессор Дзамбони начал заниматься изучением проблемы рассеянного склероза, является то, что это заболевание было диагностировано у его жены. По методике лечения, предложенной Паоло Дзамбони, смягчаются или исчезают некоторые симптомы рассеянного склероза. У его жены, а также 73 % его пациентов симптомы уменьшились после эндоваскулярных процедур расширения этих вен.
Теория являлась спорной. В заявлении американского Национального общества рассеянного склероза утверждалось, что «пока что недостаточно данных, чтобы утверждать, что сужение вен вызывает РС», но «гипотеза Дзамбони о ХЦВН и его лечении это путь, который требуется изучить полностью, и исследование которого мы спонсируем». Позже появилось несколько исследований других учёных, опровергающих теорию Дзамбони.

### Результаты исследований
27 ноября 2017 года Дзамбони признал, что его метод лечение, в целом, неэффективен на основании «дважды слепого рандомизированного контролируемого исследования, в ходе которого ни пациенты, ни исследователи, оценивающие улучшение, не знали, какие пациенты получили лечение, а какие симуляцию».